# Внутренние чувства
Внутренние чувства (кит. трад. 異度空間, упр. 异度空间, пиньинь Yì Dù Kōng Jiān, англ. Inner senses) — гонконгский психологический фильм ужасов 2002 года режиссёра Ло Чилёна. Фильм исследует темы галлюцинаций, депрессии, психологической травмы, подавления воспоминаний и самоубийства. Последний фильм актёра Лесли Чуна перед его самоубийством 1 апреля 2003 года.

## Сюжет
Юная Чён Янь пытается совершить самоубийство и утверждает, что видит призраков. Она снимает квартиру у излишне общительного и кажущегося сумасшедшим мистера Чу, и через некоторое время начинает считать, что она видит в ней призраков умерших жены и дочери мистера Чу. Муж её кузины, доктор Вилсон Чан, рекомендует ей обратиться к доктору Джиму Ло, психиатру-скептику, который специализируется на галлюцинациях о призраках. Джим и Янь влюбляются и начинают встречаться. По мере того, как Джим узнаёт о Янь всё больше, его подавленные воспоминания начинают вырываться наружу. У него начинается сомнамбулизм, и ночами он начинает что-то упорно искать в своей квартире. В конце концов он вспоминает Ю, свою первую подростковую любовь, которая совершила самоубийство, и начинает верить в то, что его преследует её призрак, который хочет добиться того, чтобы он спрыгнул с крыши так же, как это сделала она. Когда он в полном отчаянии уже стоит на краю крыши и готовится к прыжку, пред ним возникает призрак Ю, который целует его, пока Джим молит её о прощении. Призрак исчезает на рассвете, когда на крышу поднимается Янь.

## Актёрский состав
| В ролях    |  | Персонаж        |
| ---------- |  | --------------- |
| Лесли Чун  |  | Джим Ло         |
| Хьюго Чим  |  | молодой Джим Ло |
| Карена Лам |  | Чён Янь         |
| Уэйз Ли    |  | Вилсон Чан      |

## Награды и номинации
| Премия                                          | Категория                                 | Номинант                        | Результат |
| ----------------------------------------------- | ----------------------------------------- | ------------------------------- | --------- |
| 22-я Гонконгская кинопремия, 2002               | Лучший режиссёр                           | Ло Чилён                        | Номинация |
| 22-я Гонконгская кинопремия, 2002               | Лучший актёр                              | Лесли Чун                       | Номинация |
| 22-я Гонконгская кинопремия, 2002               | Лучшая актриса                            | Карена Лам                      | Номинация |
| 22-я Гонконгская кинопремия, 2002               | Лучший звук                               | Кинсон Цан (англ. Kinson Tsang) | Номинация |
| 22-я Гонконгская кинопремия, 2002               | Лучший молодой режиссёр                   | Ло Чилён                        | Победа    |
| 39-я Золотая лошадь, 2002                       | Лучший актёр                              | Лесли Чун                       | Номинация |
| 9-я Премия общества кинокритиков Гонконга, 2002 | Почётное упоминание (англ. Film of Merit) | Внутренние чувства              | Победа    |
| 2-я премия Мин Пао                              | Лучший актёр                              | Лесли Чун                       | Победа    |

## Анализ
Фильм является примером тренда в азиатском кинематографе начала XXI столетия, когда для производства блокбастеров, способных конкурировать с голливудскими фильмами, привлекается финансирование из стран Юго-Восточной Азии. Это приводит к особенностям таких фильмов, связанным с высоким бюджетом, что изменяет производство фильмов, и со взаимным влиянием жанров и их страновых особенностей, которое стало очень заметным явлением с 1990-х годов. Высокий бюджет позволяет привлекать к съёмкам известных актёров, задавать более высокую планку качества отдельных дублей и обеспечивать бо́льшую связность сюжета (гонконгский кинематограф известен своими проблемами в этой части, когда сюжетные линии просто обрываются, намёки, сделанные в начале фильма, так никогда и не используются впоследствии, а события противоречат друг другу).
Сюжетно фильм сравнивают с «Шестым чувством», однако в нём прослеживаются общие мотивы с большим количеством азиатских фильмов ужасов того времени, включая «Звонок», «Тёмные воды» и «Глаз» (телевизионная версия последнего вышла в 2000 году) — это пример взаимовлияния страновых жанров Юго-Восточной Азии друг на друга. Попытка собрать в одном фильме множество оказавшихся успешными приёмов, сочетающаяся с характерной скорее для Голливуда, чем для гонконгского кино, четырёхчастичной структурой повествования, оказалась неоднозначной, приведя ко множеству перескоков и внутренних противоречий, однако вызвала бурный успех фильма не только в Азии, но и в Европе.
1 апреля 2003 года исполнитель главной роли Лесли Чун покончил жизнь самоубийством, спрыгнув с высокого здания — гонконгского отеля Mandarin Oriental, аналогично тому, как это почти сделал герой фильма в финале. Это вызвало большой интерес и спекуляции в прессе Гонконга.